# US-Heeresgarnison Schweinfurt
US-Heeresgarnison Schweinfurt (englisch United States Army Garrison Schweinfurt; Abkürzung: USAG Schweinfurt) war der Name der Garnison der U.S. Army Europe and Africa in Schweinfurt und Umgebung, die von 1945 bis 2014 bestand. Die USAG Schweinfurt gehörte von den 1990er Jahren bis zu ihrer kompletten Auflösung 2014 zu den größten amerikanischen Standorten Europas und umfasste zeitweise über 12.000 Personen: Soldaten, Zivilangestellte und Familienangehörige, mit Zivilisten in der Überzahl. Insgesamt waren 100.000 amerikanische Soldaten in Schweinfurt stationiert. Im Kalten Krieg hatte die USAG Schweinfurt die höchste Konzentration von US-Kampf-Einheiten Westdeutschlands. Der Standortübungsplatz am Brönnhof war der drittgrößte Übungsplatz der US Army in Europa. Die Areale der Garnison hatten insgesamt eine Größe von 29 km², am Ende des Kalten Kriegs sogar über 30 km², was der Fläche Brüssels entsprach. Die zivile Infrastruktur für die Amerikaner im Nordwesten Schweinfurts entsprach der einer amerikanischen Kleinstadt (Little America). Die USAG Schweinfurt gehörte zum United States Army Installation Management Command Europe (IMCOM), als Teil der Franconia Military Community (Fränkische Militärgemeinde).
Der Standort Schweinfurt belegte seit den 1990er Jahren in einem Qualitäts-Ranking den ersten Platz der amerikanischen Standorte. Er war bei amerikanischen Militärangehörigen auch wegen der hohen Lebensqualität des Großraums Schweinfurt sehr beliebt („goldene Möglichkeiten fürs Reisen“).
Wegen ihrer besonderen Bedeutung war die USAG Schweinfurt der letzte Standort, der im Zuge der Umstrukturierung der US-Streitkräfte in Europa geschlossen wurde. Zur Nachnutzung der militärischen Areale siehe: Liste zur US-Konversion Schweinfurt.

## Standorte und Einrichtungen
Die Einrichtungen der USAG Schweinfurt lagen in der kreisfreien Stadt Schweinfurt und im Landkreis Schweinfurt, mit einer kleineren Ausnahme: der nördliche Randstreifens des Standortübungsplatzes Brönnhof lag im Gemeindegebiet von Maßbach im Landkreis Bad Kissingen. 

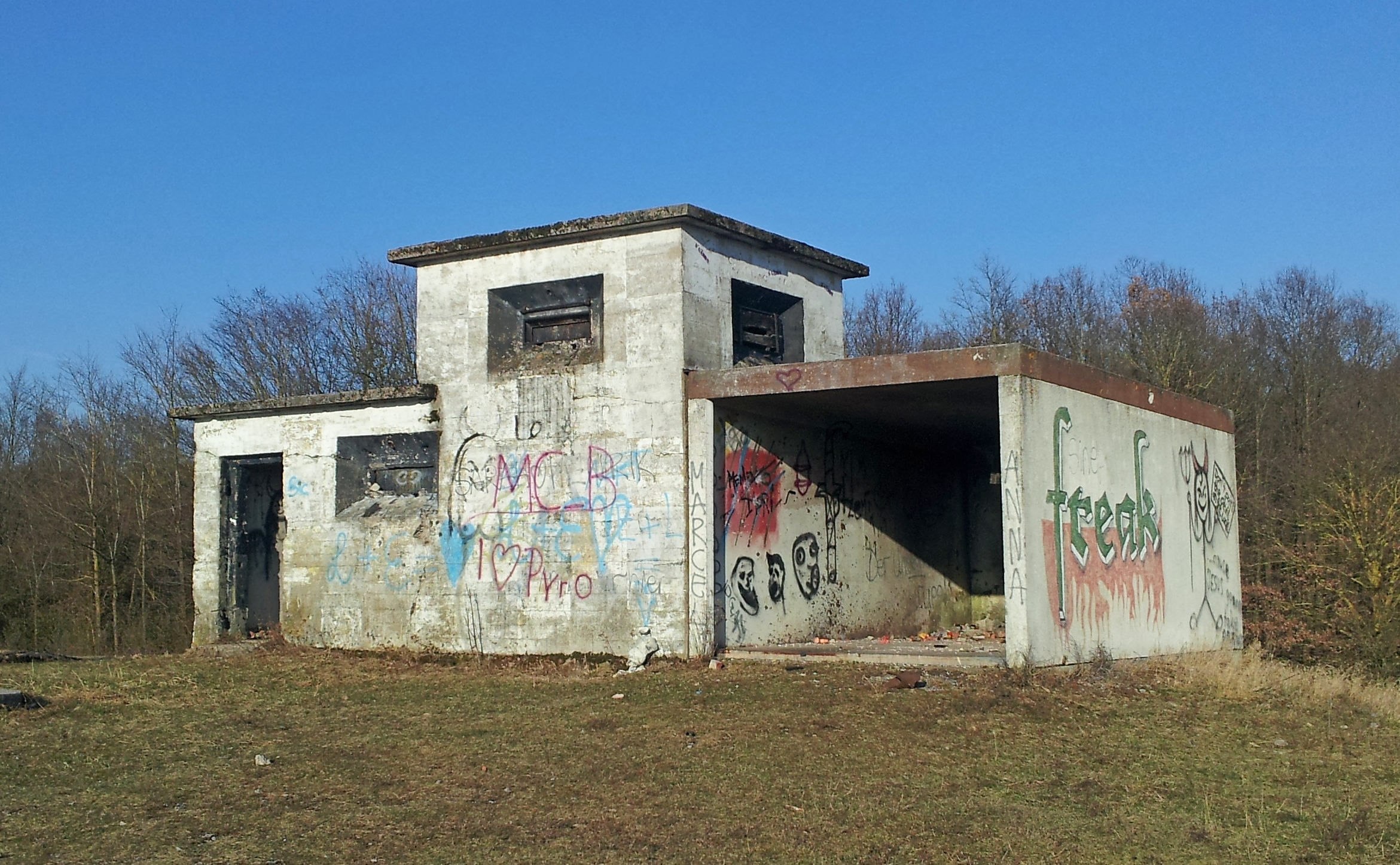
Gebäude auf der einstigen Sulzheim Training Area im Jahre 2018

| Name                                  | US-Bezeichnung      | Nutzung                                             | Fläche in ha | Höhe ü. NN    | Kommune                             | Entfernung zum Hauptquartier |
| ------------------------------------- | ------------------- | --------------------------------------------------- | ------------ | ------------- | ----------------------------------- | ---------------------------- |
| Ledward Barracks                      |                     | Kaserne Versorgungs- und Freizeitzentrum            | 26,2         | 233 m         | Schweinfurt                         | –                            |
| Conn Barracks                         |                     | Kaserne Fliegerhorst                                | 201,0        | 240 m         | Geldersheim Niederwerrn Schweinfurt | 2,0 km West                  |
| DPW-Complex                           |                     | Verwaltungszentrum                                  | 3,0          | 244 m         | Schweinfurt                         | 0,6 km Nordost               |
| MP-Station                            | Military Police     | Militärpolizei                                      | 0,4          | 238 m         | Schweinfurt                         | 0,4 km Nordost               |
| Abrams Entertainment Center           | NCO Club            | Offizierskasino                                     | 0,5          | 233 m         | Schweinfurt                         | 0,3 km Südost                |
| Victory Schießanlage                  |                     | Schießstand                                         | 13,0         | 330 m         | Schweinfurt                         | 4,0 km Nordost               |
| Brönnhof: Camp Robertson & Range Area | Local Training Area | Standortübungsplatz                                 | 2.060,0      | 300 m – 417 m | Üchtelhausen Dittelbrunn Maßbach    | 7,5 km Nord                  |
| Sulzheim Training Area                | Local Training Area | Standortübungsplatz                                 | 58,0         | 270 m         | Sulzheim Donnersdorf Grettstadt     | 15 km Südost                 |
| Askren Manor                          | Housing Area        | Wohnsiedlung Versorgungs- und Schulzentrum          | 28,0         | 236 m         | Schweinfurt                         | 0,6 km West                  |
| Yorktown Village                      | Housing Area        | Wohnsiedlung                                        | 12,0         | 255 m         | Schweinfurt                         | 1,1 km Nordwest              |
| Kessler Field                         |                     | High School, Bowling Center Sport- und Freizeitpark | 8,0          | 250 m         | Schweinfurt                         | 0,6 km Nordwest              |

## Lage
Die militärischen und zivilen Einrichtungen der USAG Schweinfurt lagen hauptsächlich im Nordwesten Schweinfurts, relativ zusammenhängend, zu beiden Seiten der Stadtgrenze. Das Zentrum, u. a mit den Ledward Barracks und dem Hauptquartier, lag im Nordwestlichen Stadtteil. Die 4 km lange Niederwerrner Straße (B 303), eine breite Ausfallstraße und Allee nach Bad Kissingen, zur A 71 und zur A 7, war die inoffizielle Hauptstraße des Standorts und ein bis in die Nacht belebter deutsch-amerikanischer Boulevard, mit einem großen gastronomischen Angebot. Der Standortübungsplatz am Brönnhof lag hingegen abgelegen in der Schweinfurter Rhön. Er wurde durch die US-interne, 9 km lange Heeresstraße mit der Niederwerrner Straße verbunden.

## Geschichte

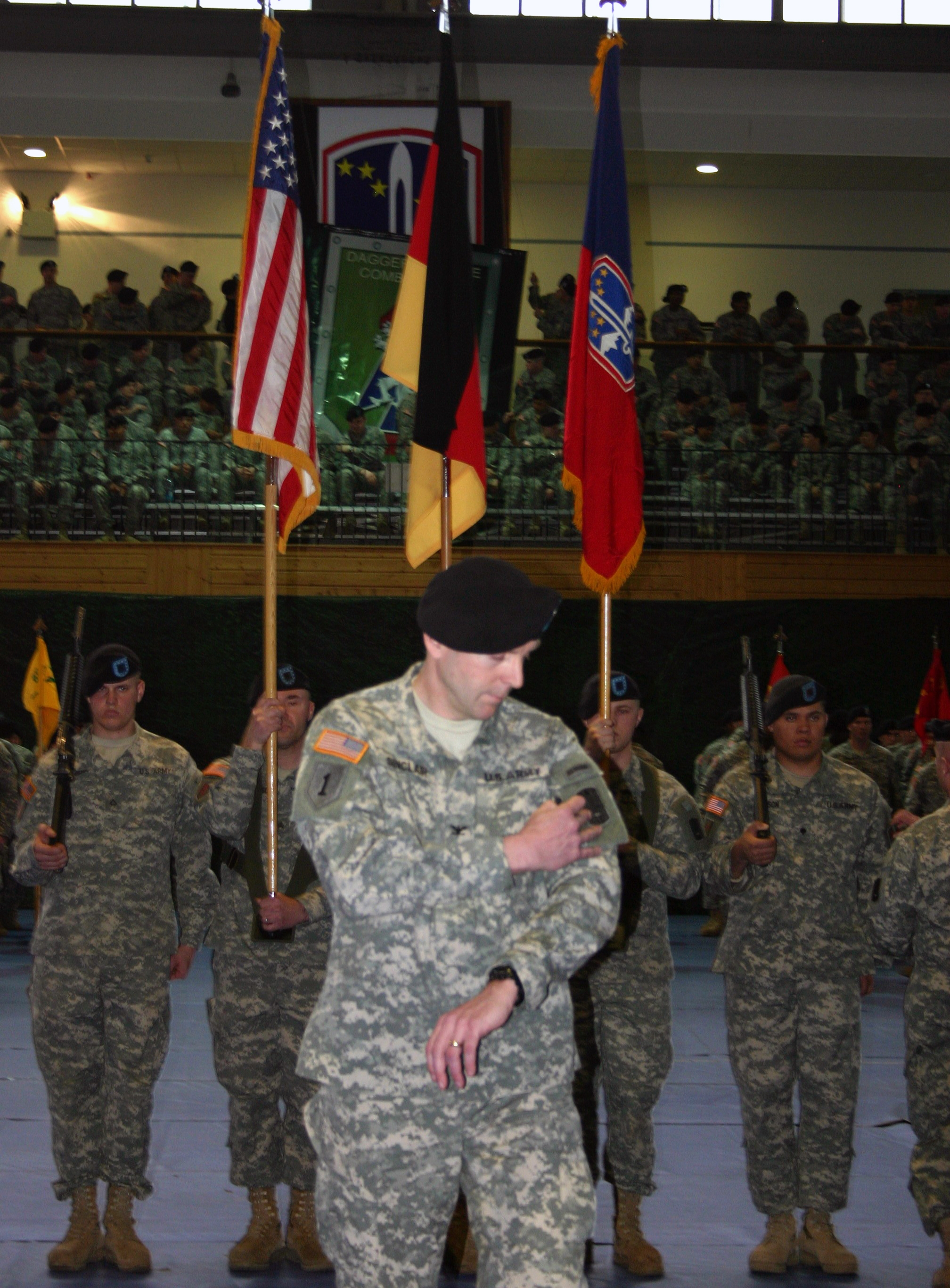
Zeremonie in der USAG Schweinfurt, März 2014

Am 11. April 1945 marschierte die 42. Division der 7. US-Army in die Stadt ein, nachdem sie vorher zwei Tage lang von Artillerie beschossen wurde. Die Amerikaner besetzten sofort die beiden deutschen Kasernen, die späteren Ledward Barracks und Conn Barracks. In der Garnison waren im Laufe der Zeit die 1. Brigade der 3rd Infantry Division und unzählige andere Einheiten unterschiedlichster Art stationiert. Das 9th Engineers Battalion (U.S.) wurde als Teil der 1. Infanteriedivision in Schweinfurt am 5. April 1996 reaktiviert. Zunächst war die USAG Schweinfurt der gleich großen USAG Würzburg unterstellt und nach deren Auflösung im Jahre 2008 der kleineren USAG Ansbach.
In Folge der Schließung vieler anderer deutschen US-Standorte wurden einige Bereiche, bzw. Truppen nach Schweinfurt verlagert und der Standort gewann immer größere Bedeutung. Ab den 1990er Jahren wurde nochmal rund eine Milliarde US-Dollar in den Standort investiert. Zuletzt umfasste die USAG Schweinfurt 12.000 Amerikaner, darunter 4.758 Soldaten, über 7.000 amerikanische Zivilisten und zudem 478 deutsche Angestellte.

## Bestand bis 2014

### Militärische Einrichtungen
Zur Garnison gehörten zwei Kasernen, Ledward Barracks und Conn Barracks. Letztere gehörten von 1945 bis 1948 noch nicht zur US-Army, sondern zu anderen Teilen der US-Streitkräfte. Zudem die beiden Standortübungsplätze am Brönnhof und in Sulzheim sowie die Victory Schießanlage im Haardtwald. Ferner Militäreinrichtungen aus der Zeit des Kalten Kriegs in Bad Kissingen, Bad Neustadt, Hammelburg und Rottershausen, die in den Jahren nach der  deutschen Wiedervereinigung geschlossen wurden. In den Conn Barracks befand sich die Schweinfurt Terminal Station (SFT), für die Eisenbahnverladung von Panzern für Kriegseinsätze (Naher Osten). In den Ledward- und Conn Barracks waren Raketenstellungen für Flugabwehrraketen (FlaRak-Stellung Hawk). Sie wurden am Ende des Kalten Kriegs 1992 aufgelöst.
In Folge dieser Einrichtungen war die USAG Schweinfurt als kleinster Großverband (Brigade) der Army in der Lage, bei Bedarf operative Aufgaben selbständig, ohne substantielle Verstärkungen, zu lösen und am eigenen Standort zu trainieren. Ferner Auslands- und Kriegseinsätze vorzubereiten und schweres militärisches Gerät zu verladen.

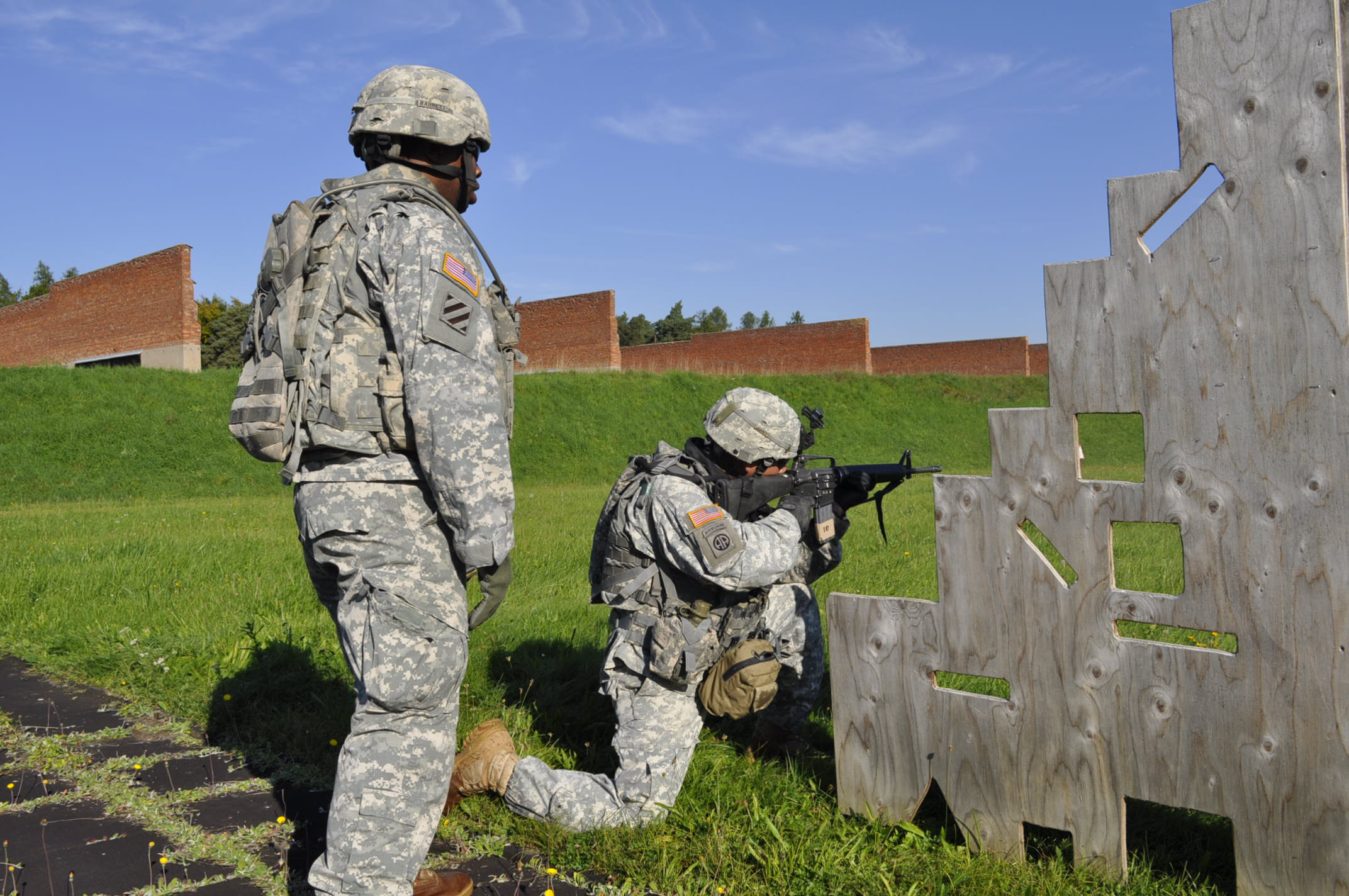
Victory Schießanlage
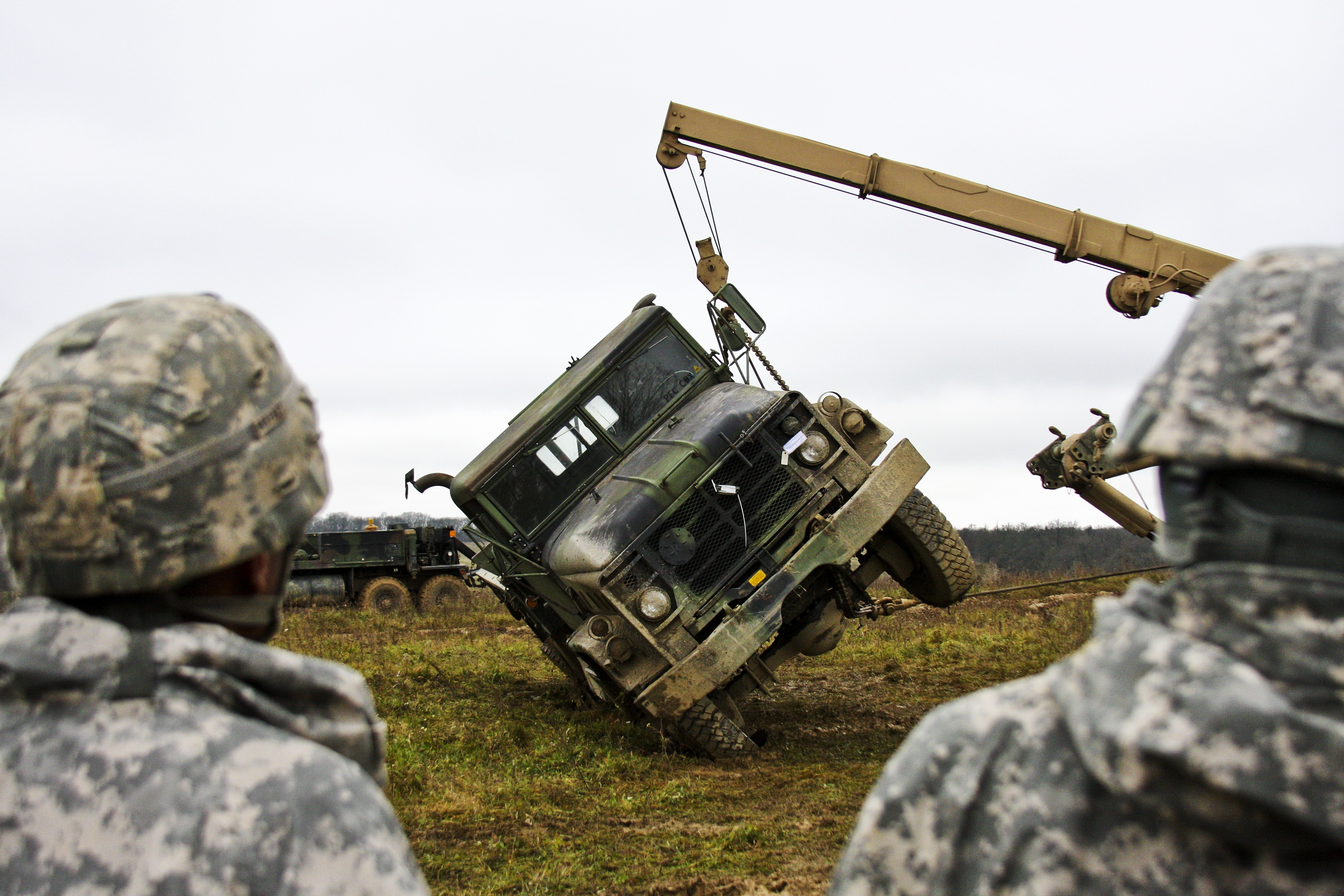
Next time, I drive; Standortübungsplatz Brönnhof, 2010

### Zivile Einrichtungen
Außerdem gehörten zur Garnison zwei Wohnviertel (Housing Areas) Askren Manor und Yorktown Village sowie das Sport- und Freizeitgelände Kessler Field. Zudem gab es eine sehr vielfältige, zivile Infrastruktur, für alle Bedürfnisse des täglichen Lebens, der Sicherheit und Freizeit, die sich über die militärischen und zivilen Bereiche des Standorts verteilte. Mit Kliniken, Feuerwehr, Militärpolizei, AFN-Studio, Sendeturm, High School, Veranstaltungs- und Sporthallen, Kino, Bowlingcenter, Spielhallen, Restaurants, Autohäuser, Tankstellen, Hotels, Postamt, Kirchen und Buslinien. 
Vom Ende des Kalten Krieges bis zu den Terroranschlägen des 11. Septembers waren alle zivilen Bereiche, außer in den Conn Barracks, auch für Deutsche frei und ohne Kontrolle zugänglich. Mit Ausnahme der Einkaufszentren waren sie auch für Deutsche nutzbar und interne Straßen mit dem eigenen PKW befahrbar, bei freiem Parken. Was jedoch wenig in Anspruch genommen wurde, obwohl Gastronomen in den Ledward Barracks auch kleinere Feste veranstalteten und in deutschen Medien hierfür warben.

USAG Schweinfurt
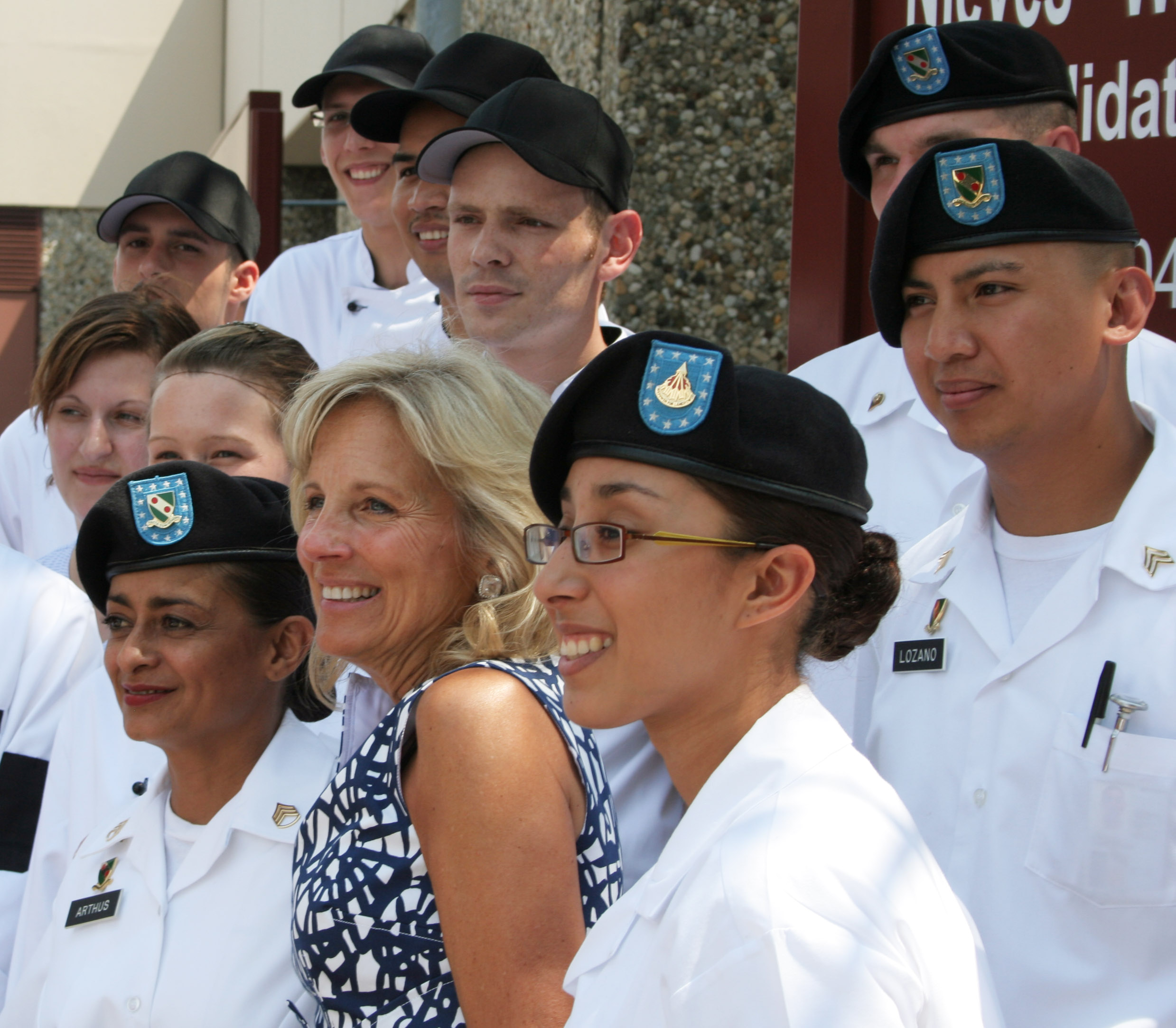
Jill Biden beim Amerikanischen Unabhängigkeitstag, 4. Juli 2009
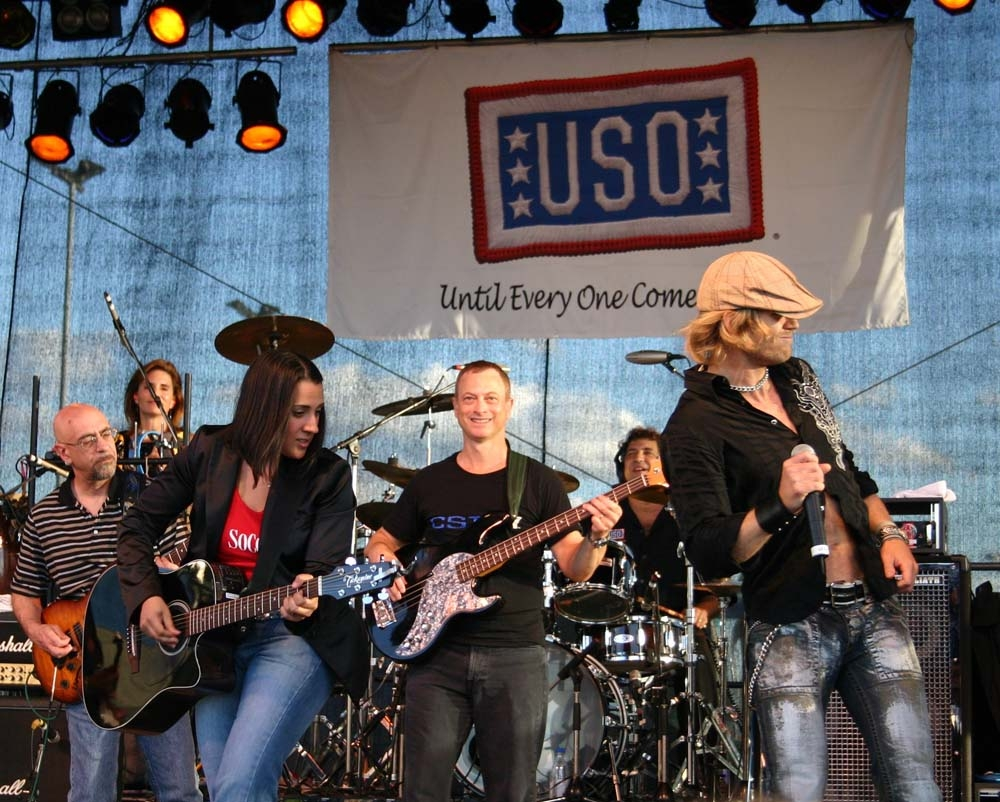
Lt. Dan Band, 2008
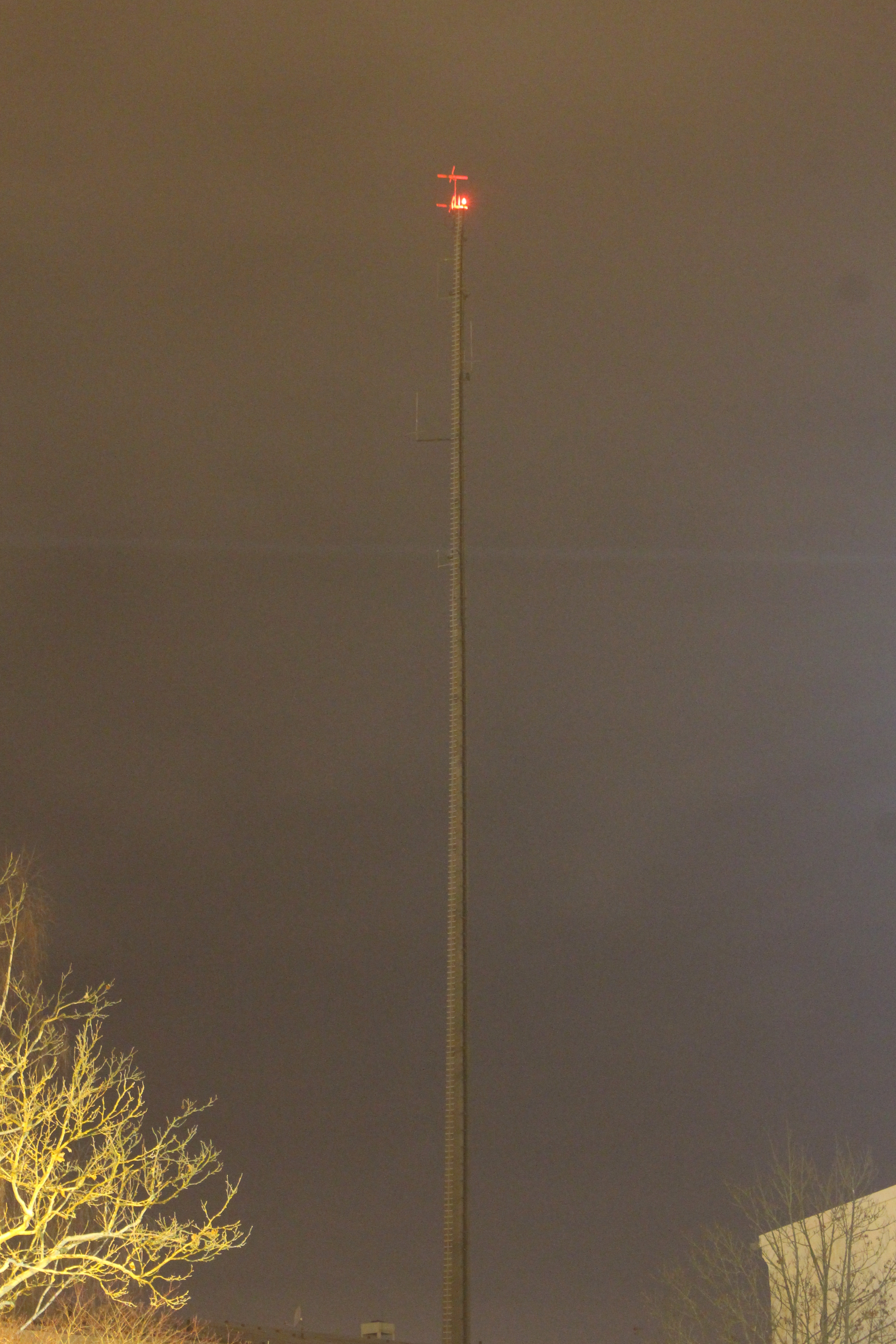
AFN-Sendeturm in der Franz-Schubert-Straße

## Weiteres

### 11. September 2001
Der 11. September veränderte alles schlagartig, was auch äußerlich sichtbar wurde. Um die amerikanischen Areale wurden beleuchtete Sperranlagen errichtet und massive, große, überdachte Checkpoints erbaut, die heute (2018) noch stehen. Um das Offizierskasino Abrams Club, das selbst während des Kalten Kriegs als damaliger NCO-Club inoffiziell für Deutsche zugänglich war, wurde eine Mauer errichtet.
Nach dem Abzug der Amerikaner wurde vorgeschlagen, einen Checkpoint als historisches Zeugnis auf Dauer zu erhalten.

### Deutsch-Amerikanisches Volksfest
Das Deutsch-Amerikanische Volksfest fand zweimal jährlich statt, als Frühjahrs- und Herbstvolksfest. Es hatte zuletzt die Größe eines mittelgroßen deutschen Volksfestes, im Bereich Gastronomie und Unterhaltung mit original amerikanisches Angebot. Das Publikum bestand vorwiegend aus stationierten Amerikanern, deren Familienangehörigen und Jugendlichen aus dem örtlichen deutsch-amerikanischen Milieu, das im Laufe der Jahrzehnte entstanden war. Im Gegensatz zum ethnisch organisierten Berliner Deutsch-Amerikanischen-Volksfest präsentierte das Schweinfurter Fest dem Besucher authentische amerikanische Atmosphäre. In der Nachkriegszeit fand das Fest auf dem zentralen Platz der Ledward-Barracks, dem Parade Ground statt und später im Nordost-Bereich der Kaserne, an der Franz-Schubert-Straße. 
Nach den Anschlägen des 11. Septembers wurden die Ledward Barracks für Gäste erstmals seit dem Krieg ganzjährig unbetretbar. Das Volksfest wurde deshalb auf das Kessler-Field verlegt. Gab es bisher beim Volksfest keinerlei Zugangskontrollen, so wurden diese nun aus Angst vor Terror-Anschlägen in strengster Form durchgeführt. Das Fest wurde deshalb von Besuchern und Schaustellern nicht mehr angenommen und 2002 eingestellt.

### Feldpostamt Schweinfurt
Die USAG Schweinfurt besaß ein Leitpostamt.
| Leitpostamt           | APO   | Area Code | TSK  | Standort      | Militäreinrichtung        |
| --------------------- | ----- | --------- | ---- | ------------- | ------------------------- |
| APO 09702 Schweinfurt | 09702 | 20        | Army | Schweinfurt   | Conn Barracks             |
| APO 09702 Schweinfurt | 09026 | 20        | Army | Wildflecken   | Wildflecken Training Area |
| APO 09702 Schweinfurt | 09033 | 20        | Army | Schweinfurt   | Ledward Barracks          |
| APO 09702 Schweinfurt | 09330 | 20        | Army | Bad Kissingen | Daley Barracks            |

### Sozialer Wandel
Seit den 1990er Jahren veränderte sich das Bild gegenüber der herkömmlichen Vorstellung eines US-Standorts aus mehreren Gründen erheblich und die USAG Schweinfurt bekam zivileren Charakter. 
1973 wurde die Wehrpflicht in den USA abgeschafft. Kriminalität wurde, im Gegensatz zur ersten Nachkriegszeit, nicht mehr öffentlich wahrgenommen. Mit den Berufssoldaten kamen viele Familienangehörige, die schließlich in der Mehrheit waren. Bei großen Auslandseinsätzen befanden sich fast nur amerikanische Zivilisten in der Stadt, mit dem weiblichen Geschlecht in der Überzahl. Die viele Freizeit verbrachte man in den immer größer aufgebauten amerikanischen Freizeiteinrichtungen. In diese wurde schließlich bis Anfang des 21. Jahrhunderts mehr investiert als in die eigentlichen Militäranlagen, die im Stadtgebiet ausgedünnt und weitgehend in die Conn Barracks ausgelagert wurden. 
Zudem machte sich der soziale Wandel in den USA bemerkbar, hin zu einer multikulturelleren Gesellschaft, mit mehr Farbigen, Latinos und Asiaten. Dadurch brachten die Amerikaner multikulturelles Leben in den Schweinfurter Westen, mit einer, im Vergleich zu anderen Städten, exotischeren Veranstaltungs- und Diskothekenszene (Megadrom am Hainig, Mad in Oberndorf). 
Schließlich glichen sich durch  Globalisierung und subkulturellen Wandel seit den 1990er Jahren Mode und Lebensstil zwischen jungen Amerikanern und Deutschen, insbesondere mit Migrationshintergrund, immer mehr an und Unterschiede waren kaum mehr wahrnehmbar.

## Auflösung der Garnison
Am 2. Februar 2012 verkündete Schweinfurts Oberbürgermeister Sebastian Remelé nach einem Gespräch mit dem Oberkommandierenden der US-Streitkräfte in Europa Mark Hertling, dass die US-Army die Garnison in Schweinfurt vollständig auflösen wird, da durch die Umstrukturierung der US-Streitkräfte eine Verlagerung von schweren Truppenteilen aus Europa zurück in die USA stattfindet. Mit der feierlichen Einholung der Flaggen in den Ledward Barracks verließ die US-Armee schließlich am 19. September 2014 Schweinfurt. Die dadurch freiwerdenden Liegenschaften gingen, mit kleinen Ausnahmen, in den Besitz der Bundesanstalt für Immobilienaufgaben (BImA) über.

## Videos
- Stadt Schweinfurt: The American Way of Schweinfurt. Trailer 13: Geschichtlicher Überblick über die US-Heeresgarnison Schweinfurt - „Ein Blick zurück“ (Zeichentrickfilm 4:01)
- A Salute to Schweinfurt (3:00)
- Schweinfurt nimmt Abschied von der US-Army (2:00)
- Stadt Schweinfurt: The American Way of Schweinfurt. Trailer 7: „Little America“ wird verschwinden - Goodbye Little America (1:43)